# Петър Горанов (революционер)
Вижте пояснителната страница за други личности с името Петър Горанов.
Петър Горанов (истинско име: Петър х.Горев Горанов) е български революционер, участник в Априлското въстание.

## Биография
Роден е през 1829 г. в Батак. Учи в Батак, Пловдив, Брацигово и Рилския манастир. Бил е фурнаджия и налбантин в Пазарджик, търговец в Цариград и Гърция. 2 години е учител в Батак.
Председател е на революциония комитет в Батак, основан от Панайот Волов на 21 февруари 1876 г. Взема участие на събранието в Оборище като председател на местния революционен комитет. На 21 април 1876 г. провъзгласява въстанието в Батак. На 30 април отказва ултиматума на Ахмед ага Барутанлията да предадат въстаниците оръжието си, с което започват и сраженията. Успява да избегне обсадата и се укрива в Пещера. През есента на 1876 в Пловдив се среща с Уолтър Беринг и по-късно заминава за гр. Смирна.
След освобождението е търговец в Пещера и Пазарджик, бил е и окръжен управител на Пазарджик. Около 1894 г. е народен представител. Автор на „Спомени за въстанието“ от 1883 г. Синът му Ангел Горанов под псевдоним Бойчо издава през 1892 г. „Въстанието и клането в Батак“. Петър Горанов умира през 1925 г. в София.